# 駿天宮
駿天宮（日语：ジャスティンパレス），是日本現役純種競賽馬匹 。目前主要勝出賽事由2023年春季天皇賞。

## 出賽前
2019年4月12日出生於北海道安平町北部牧場，於拍賣會中被馬主三木正浩以2億900萬日圓購入。
其後交由栗東訓練中心練馬師杉山晴紀訓練。

## 競賽生涯

### 2歲
2021年9月5日出戰中京競馬場2歲新馬，比賽途中保持於先頭位置，最終成功以1 1/2馬位優秀取得首勝。
其後出戰一捷馬戰黃菊賞，比賽途中於第二的位置推進，於直路上成功超越名將衝冠獲得冠軍。
12月28日出戰希望錦標，比賽途中處於先頭的有利位置追走，雖然進入直路後隨即加速衝刺，但仍然未能超越前方的絕技，以1 1/2馬位差距落敗得第二。

### 3歲
2022年4月17日未出戰任何前哨戰的情況下直走皋月賞，然而比賽途中留後之下未能衝出加速，最終以第九完賽。
其後出戰東京優駿（日本打吡），雖然本次比賽處於中團位置展開推進，但於直路再度未能進一步加速之下以第九落敗。
放草後出戰神戶新聞盃，賽前因其飄拂不定的表現而僅獲第五人氣。比賽開始後，其選擇於先頭位置推進，進入直路後仍然處於有利的位置，最終於加速跑出全場第二快末腳之下成功抵擋後方Yamanin Zest及喜運英豪的追擊，以拉開3 1/2馬位的姿態奪得首個分級賽冠軍。
10月23日出戰菊花賞，比賽開始後其於中團靠後位置展開追走，並於比賽途中逐步爬升至到先頭位置。進入直路後，其隨即發力加速，但仍然遜於一同衝出的喜運英豪及一勝再勝利下獲得第三。
其後出戰有馬紀念，然而於直路未能衝出馬群之下僅以第七完賽。

### 4歲
2023年首戰爲阪神大賞典，比賽初段其於內欄第三的位置展開推進，比賽途中保持節奏下成功以先頭部隊的姿態通過最後彎道。進入直路後，其開始加速衝出，保持速度下成功防止外檔衝刺的喜運英豪超越，最終以3/4馬位取得第二個分級賽冠軍。
4月30日出戰春季天皇賞，賽前由於其勝出前哨戰而僅次上年度盟主領銜獲得第二人氣。比賽開始後，其於中團內欄位置等待時機，進入直路後隨即進佔先頭位置並衝出。直路中團其不斷加速之下，成功拋離後方的緣厚情致，最終以2 1/2馬位取得首個一級賽冠軍。

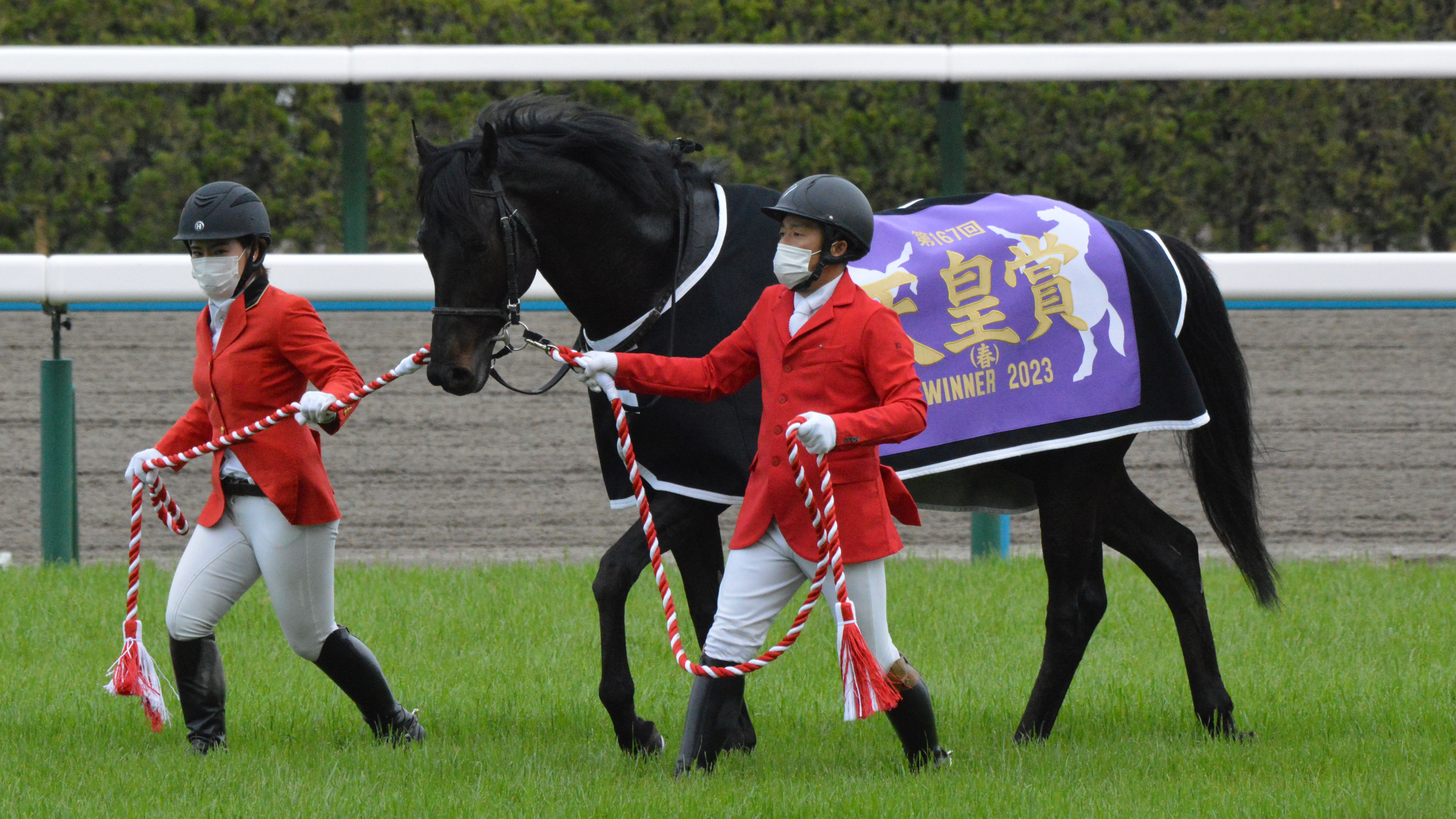
春季天皇賞頒獎儀式

6月26日出戰寶塚紀念，由於主戰騎師李慕華決定策騎另一匹由其主戰的賽駒春秋分，因而由鮫島克駿代打策騎。比賽初段其選擇於中團靠後位置下展開推進，通過最後彎道時候進佔中團位置。進入直路後其以凌厲的姿態於外檔不斷超越對手，然而直路中段騎師鮫島換手時不慎將馬鞭跌落，導致其無法繼續接收指令下勢頭開始減弱，最終被大外檔的春秋分及中間的游遍汪洋超越得第三。
放草過後於10月末出戰秋季天皇賞劍指制霸春秋天皇賞，比賽初段選擇於尾二的位置逐步推進，並於比賽途中一直維持此緩慢的步速前進。進入直路後，其於外檔位置展開推進並不斷加速，雖然成功以優秀的末腳速度超越前方的地神力及壓制一同衝出的先見，但仍然未能追上於最後300米時經已取得領先的春秋分，最終被2 1/2馬位落敗得第二。
12月24日而第三高票馬身份出戰有馬紀念，由於馬迷投票第一名春秋分經已退役，而第二名自由島則選擇避戰，因而其於賽前取得第一人氣。比賽開始後，其選擇留後戰術保持於隊伍最後方位置，並於比賽途中一直維持次慢步速行進。通過第三彎道時候，騎師橫山武史指揮其開始發力並抽出外檔，因而於第四彎道時駿天宮經已成功望空。進入直路後，其憑借此優勢逐步加速蠶食前方，可惜於中山競馬場的短直路下仍然未能扭轉局勢超越勝局在望、星映天下及領銜，最終以第四的戰績完賽。

### 5歲
2024年首戰為遠征阿聯酋的杜拜司馬經典賽，比賽初段選擇保持於先行位置。然而進入直路後，其未能跟隨前方領先馬桀驁之戀的步伐推進，於中段開始展開加速後亦未能彌補差距，最終以第四名完賽。
回國後以寶塚紀念作為目標，賽前獲得僅次勝局在望的第二人氣。比賽開始後，其以較為緩慢的節奏有所在的第2檔逐步進佔中團位置，於比賽途中一直於馬群中央。進入直路後，騎師李慕華嘗試指揮其逐步衝出，雖然於前段有些微的加速跡象，但於中後段開始受制於爛地未能進一步展步，最終被其他賽駒不斷超越下以第十大敗。
夏季休養過後於秋季天皇賞復出，比賽初段因為稍微慢閘需要保持於後方位置，並於比賽途中一直處於中後方。進入直路後，其選擇向內取位並開始加速，但受到稍微阻滯之下未能超越領放馬好脆之餘，亦被外檔衝出的勝局在望及鍵琴高奏追上，最終跑獲第四的戰績。
11月24日繼續挑戰日本盃，本次比賽採用中團戰術，順利進佔內欄位置等待時機。進入直路後，其稍微抽出中檔位置加速，但面對慢步速的情況下其加速時機過遲，最終無法迫近前方的賽駒以第五完賽。
其後以有馬紀念作為目標，比賽初段處於中團靠後位置推進，於對面直路末段逐步抽入內欄位置取位，並於第四彎道開始加速。進入直路後，其嘗試於內欄位置展開加速突圍，但最終仍然未能追上前方的蕾麗宮、大帝、野田分位及寶徠歌劇，再度取得第五的戰績。

### 6歲
2025年首戰為大阪盃，本次比賽於順利出閘的情況下保持在先頭靠後的位置，最對面直路稍為放慢處於中團。進入直路後，其成功於中檔位置望空並逐步展開推進加速上前，但無法進入全速狀態下敗於其他對手以第六完賽。
其後出戰春季古馬三冠次關春季天皇賞，比賽初段選擇留守在隊伍後方位置，早期處於望空狀態，其後稍為閃入找到遮擋。於通過第二圈對面直路中段，其於上斜時開始在外檔位置展開加速，在第三彎道前進佔先頭位置。進入直路後，其嘗試在中檔位置繼續加速突圍，但受到提早加速的影響下始終未能進入狀態，最終僅跑獲第六的戰績。
6月再度挑戰寶塚紀念，比賽初段選擇在約莫尾三的位置推進，通過第三彎道時候雖然未有發力，但經已移出外檔準備望空。進入直路後，其開始在隊伍後方位置爬升上前，途中展現不俗的長距離加速能力逐步蠶食前方對手，最終跑出優秀末腳速度下僅敗於名將田原及寶徠歌劇取得第三。

### 詳細賽績
| 日期       | 舉辦國家 | 馬場 | 距離   | 級別 | 賽事名稱       | 負重 | 騎師     | 馬號 | 出馬 | 名次 | 時間    | 頭馬（二馬）     |
| ---------- | -------- | ---- | ------ | ---- | -------------- | ---- | -------- | ---- | ---- | ---- | ------- | ---------------- |
| 12/9/2021  | 日本     | 中京 | 草2000 |      | 2歲新馬        | 54   | 李慕華   | 4    | 5    | 1    | 2:02.3  | （Academy）      |
| 14/11/2021 | 日本     | 阪神 | 草2000 |      | 黄菊賞         | 55   | 李慕華   | 1    | 6    | 1    | 2:03.3  | （名將衝冠）     |
| 28/12/2021 | 日本     | 中山 | 草2000 | GI   | 希望錦標       | 55   | 杜滿樂   | 8    | 15   | 2    | 2:00.8  | 絕技             |
| 17/4/2022  | 日本     | 中山 | 草2000 | GI   | 皋月賞         | 57   | 杜滿萊   | 10   | 18   | 9    | 2:00.5  | 地標圖形         |
| 29/5/2022  | 日本     | 東京 | 草2400 | GI   | 東京優駿       | 57   | 杜滿萊   | 9    | 18   | 9    | 2:23.2  | 勝局在望         |
| 25/9/2022  | 日本     | 中京 | 草2200 | GII  | 神戶新聞盃     | 56   | 鮫島克駿 | 7    | 17   | 1    | 2:11.1  | （Yamanin Zest） |
| 23/10/2022 | 日本     | 阪神 | 草3000 | GI   | 菊花賞         | 57   | 鮫島克駿 | 17   | 18   | 3    | 3:02.5  | 一勝再勝         |
| 25/12/2022 | 日本     | 中山 | 草2500 | GI   | 有馬紀念       | 55   | 馬昆     | 10   | 16   | 7    | 2:33.5  | 春秋分           |
| 19/3/2023  | 日本     | 阪神 | 草3000 | GII  | 阪神大賞典     | 57   | 李慕華   | 3    | 14   | 1    | 3:06.1  | （喜運英豪）     |
| 30/4/2023  | 日本     | 京都 | 草3200 | GI   | 春季天皇賞     | 58   | 李慕華   | 1    | 17   | 1    | 3:16.1  | （緣厚情摯）     |
| 25/6/2023  | 日本     | 阪神 | 草2200 | GI   | 寶塚紀念       | 58   | 鮫島克駿 | 9    | 17   | 3    | 2:11.4  | 春秋分           |
| 29/10/2023 | 日本     | 東京 | 草2000 | GI   | 秋季天皇賞     | 58   | 橫山武史 | 6    | 11   | 2    | 1:55.6  | 春秋分           |
| 24/10/2023 | 日本     | 中山 | 草2500 | GI   | 有馬紀念       | 58   | 橫山武史 | 10   | 16   | 4    | 2:31.2  | 勝局在望         |
| 30/3/2024  | 阿聯酋   | 美丹 | 草2410 | GI   | 杜拜司馬經典賽 | 57   | 莫雷拉   | 2    | 12   | 4    | 2:27.20 | 桀驁之戀         |
| 23/6/2024  | 日本     | 京都 | 草2200 | GI   | 寶塚紀念       | 58   | 李慕華   | 2    | 13   | 10   | 2:13.6  | 響號             |
| 27/10/2024 | 日本     | 東京 | 草2000 | GI   | 秋季天皇賞     | 58   | 坂井瑠星 | 11   | 15   | 4    | 1:57.6  | 勝局在望         |
| 24/11/2024 | 日本     | 東京 | 草2400 | GI   | 日本盃         | 58   | 杜滿樂   | 14   | 4    | 5    | 2:26.0  | 勝局在望         |
| 22/12/2024 | 日本     | 中山 | 草2500 | GI   | 有馬紀念       | 58   | 坂井瑠星 | 11   | 15   | 5    | 2:32.3  | 蕾麗宮           |
| 6/4/2025   | 日本     | 阪神 | 草2000 | GI   | 大阪盃         | 58   | 鮫島克駿 | 6    | 15   | 6    | 1:56.6  | 寶徠歌劇         |
| 4/5/2025   | 日本     | 京都 | 草3200 | GI   | 春季天皇賞     | 58   | 鮫島克駿 | 13   | 15   | 6    | 3:15.1  | 拯救者           |
| 15/6/2025  | 日本     | 阪神 | 草2200 | GI   | 寶塚紀念       | 58   | 戴文高   | 7    | 17   | 3    | 2:11.6  | 名將田原         |

## 血統簡介
父系大震撼爲日本賽駒，爲日本賽馬史上第二匹無敗三冠馬，生涯出戰十四場賽事僅得兩場未能勝出，退役後配種成績亦極爲優秀。祖父週日寧靜是美國三冠賽雙冠馬，退役後在日本配種，在日本馬壇相當成功，贏得多項分級賽事，其子嗣贏得巨額獎金。
母系Palace Rumor爲美國賽駒，生涯戰績不俗，曾勝出五場頭馬。外祖父皇家頌爲美國生產的英國賽駒，生涯戰績優秀，曾勝出英國國際錦標、灣流讓賽及加拿大國際錦標三項一級賽。

### 血統表
| 父線：週日寧靜系（Halo系）                       |                                 |                |                   |
| 種馬 大震撼 2002年（棗色）                       | 週日寧靜 1986年（棕色）         | Halo           | Hail to Reason    |
| 種馬 大震撼 2002年（棗色）                       | 週日寧靜 1986年（棕色）         | Halo           | Cosmah            |
| 種馬 大震撼 2002年（棗色）                       | 週日寧靜 1986年（棕色）         | Wishing Well   | Understanding     |
| 種馬 大震撼 2002年（棗色）                       | 週日寧靜 1986年（棕色）         | Wishing Well   | Mountain Flower   |
| 種馬 大震撼 2002年（棗色）                       | 風中秀髮 1991年（棗色）         | Alzao          | 利法爾            |
| 種馬 大震撼 2002年（棗色）                       | 風中秀髮 1991年（棗色）         | Alzao          | Lady Rebecca      |
| 種馬 大震撼 2002年（棗色）                       | 風中秀髮 1991年（棗色）         | Burghclere     | Busted            |
| 種馬 大震撼 2002年（棗色）                       | 風中秀髮 1991年（棗色）         | Burghclere     | Highclere         |
| 繁殖雌馬 Palace Rumor 2003年（棗色）             | 皇家頌 1995年（棗色）           | Theatrical     | 雷利耶夫          |
| 繁殖雌馬 Palace Rumor 2003年（棗色）             | 皇家頌 1995年（棗色）           | Theatrical     | Tree of Knowledge |
| 繁殖雌馬 Palace Rumor 2003年（棗色）             | 皇家頌 1995年（棗色）           | In Neon        | Ack Ack           |
| 繁殖雌馬 Palace Rumor 2003年（棗色）             | 皇家頌 1995年（棗色）           | In Neon        | Shamara           |
| 繁殖雌馬 Palace Rumor 2003年（棗色）             | Whisperifyoudare 1997年（棗色） | Red Ransom     | 雷弼圖            |
| 繁殖雌馬 Palace Rumor 2003年（棗色）             | Whisperifyoudare 1997年（棗色） | Red Ransom     | Arabia            |
| 繁殖雌馬 Palace Rumor 2003年（棗色）             | Whisperifyoudare 1997年（棗色） | Stellar Affair | Skywalker         |
| 繁殖雌馬 Palace Rumor 2003年（棗色）             | Whisperifyoudare 1997年（棗色） | Stellar Affair | Fawn and Hahn     |
| 雌系：號族：2-s                                  |                                 |                |                   |
| 五代內近親交配：Hail to Reason 4×5、北地舞人 5×5 |                                 |                |                   |

## 命名由來
名字中，Justin（ジャスティン）是馬主三木正浩冠名，出自其本人的暱稱，香港採音譯，翻譯为「駿天」，Palace（パレス）即是宮殿的意思，繼承自母系Palace Rumor的名字。

## 外部連結
- 駿天宮 netkeiba.com （页面存档备份，存于）
- 血統表 （页面存档备份，存于）